# 환타지아 2000
《환타지아 2000》(영어: Fantasia 2000)는 월트 디즈니 회사에서 1940년《환타지아》의 후속편으로 2000년 1월 1일 출시한 미국의 비디오 영화이다.

## 프로그램
영화는 오케스트라 튜닝 소리와 환타지아의 딤스 테일러 소개로 시작된다. 환타지아의 다양한 세그먼트를 보여주는 패널들이 우주를 날아다니며 오케스트라의 세트와 무대를 형성한다. 연주자들이 자리에 앉아 조율하는 동안 애니메이터와 아티스트들은 책상에서 그림을 그린다. 제임스 리바인이 지휘대 앞에 서서 첫 곡의 시작을 알린다.
1. 베토벤 교향곡 5번. 수백 개의 다채로운 삼각형 모양의 나비들을 닮은 추상적인 패턴과 형태들이 빛과 어둠의 세계를 탐험하며 어둡고 검은 오각형 또는 육각형 모양의 박쥐 떼에게 쫓긴다. 결국 이 세계는 빛과 색에 의해 정복된다.
2. 오토리노 레스피기의 로마의 소나무. 혹등고래 가족이 날아다닌다. 새끼는 부모와 떨어져 빙산에 갇히게 된다. 결국 어미의 도움으로 탈출한다. 가족은 더 큰 고래 무리에 합류하여 구름 사이를 날아다니고 장난치며 우주로 나아간다. 스티브 마틴이 환타지아의 원래 목적에 대한 간략한 역사를 소개한 후, 이츠하크 펄먼이 세그먼트를 정식으로 소개한다.
3. 조지 거슈윈의 랩소디 인 블루. 1930년대 뉴욕을 배경으로 알 허시펠드의 당시 유명한 캐리커처 스타일로 디자인된 이 이야기는 더 나은 삶을 갈망하는 네 명의 개인을 따른다. 듀크는 재즈 드러머가 되기를 꿈꾸는 건설 노동자이다. 조는 직업을 구하고 싶어 하는 불운한 실업자이다. 레이첼은 보모에게 이끌려 다니는 대신 바쁜 부모와 시간을 보내고 싶어 하는 어린 소녀이다. 그리고 존은 더 단순하고 즐거운 삶을 갈망하는 지친 부자 남편이다. 이 세그먼트는 네 명 모두가 소원을 이루는 것으로 끝나지만, 그들의 이야기는 서로의 존재를 모른 채 서로 상호 작용한다.[1] 퀸시 존스가 피아니스트 랄프 그리어슨과 함께 소개한다.
4. 드미트리 쇼스타코비치의 피아노 협주곡 2번, 알레그로, 작품 102. 한스 크리스티안 안데르센의 동화 "꿋꿋한 주석 병정"을 바탕으로, 다리 하나가 부러진 장난감 병정이 장난감 발레리나와 사랑에 빠지고 악한 잭인더박스로부터 그녀를 보호한다.[2] 원작과는 달리 이 버전은 해피 엔딩으로 끝난다. 벳 미들러가 피아니스트 예핌 브론프만을 소개한다.
5. 카미유 생상스의 동물의 사육제 (Le Carnival des Animaux), 피날레. 한 무리의 플라밍고들이 요요를 가지고 노는 것을 즐기는 슬랩스틱 같은 멤버에게 무리의 "지루한" 일상에 참여하도록 강요하려 한다. 제임스 얼 존스가 애니메이터 에릭 골드버그와 함께 소개한다.
6. 폴 뒤카스의 마법사의 제자 (재연). 괴테의 1797년 시 "데어 차우버레르링"을 바탕으로 한 이 세그먼트는 환타지아와 환타지아 2000 모두에 포함된 유일한 세그먼트이다. 이 세그먼트는 미키 마우스가 마법사 옌 시드의 견습생으로서 통제 방법을 알기도 전에 스승의 마법을 시도하는 이야기를 들려준다. 원작 영화에서 딤스 테일러의 소개가 담긴 아카이브 녹음을 사용하는 대신 펜 & 텔러가 소개한다. 미키가 리바인의 전임자 레오폴드 스토코프스키와 악수하는 장면은 원작 영화와 같지만 미키의 목소리는 월트 디즈니 대신 웨인 올와인이 연기한다. 이 아웃트로는 토니 안셀모와 루시 테일러가 각각 목소리를 연기한 도널드 덕과 데이지 덕이 등장하는 위풍당당 행진곡의 인트로로 이어진다.
7. 에드워드 엘가 경의 위풍당당 행진곡 – 행진곡 1, 2, 3, 4. 창세기의 노아의 방주 이야기를 바탕으로 도널드 덕은 노아의 조수이고 데이지 덕은 도널드의 여자친구이다. 도널드는 동물들을 방주로 모으는 임무를 맡고, 이 과정에서 데이지를 놓치고, 잃고, 재회한다. 제임스 리바인이 소개한다.
8. 이고르 스트라빈스키의 불새 모음곡—1919년 버전. 스프라이트가 동반자인 와피티사슴에 의해 깨어나고, 근처 화산에서 불의 파괴의 정령을 우연히 깨워 숲과 스프라이트를 파괴하는 것처럼 보인다. 스프라이트는 살아남고 와피티사슴은 그녀가 숲을 정상 상태로 복원하도록 격려한다. 앤절라 랜즈베리가 소개한다.

## 출연

### 주연
- 베트 미들러
- 스티브 마틴
- 이츠하크 펄먼
- 퀸시 존스
- 제임스 얼 존스
- 펜 질렛
- 텔러
- 월트 디즈니
- 웨인 올와인
- 루시 테일러
- 토니 앤셀모
- 캐슬린 배틀
- 안젤라 랜즈베리

## 기타
- 공동제작: 패트리시아 힉스
- 미술: 픽소트 헌트
- 애니메이션연출: 헨델 부토이
- 배역: 메리 히달고
- 배역: 루스 램버트